# Teddy Chan
Teddy Chan o Teddy Chen Tak Sum (陳德森), nacido en Hong Kong, es un director de cine, además de productor, escritor y actor.

Teddy Chan hizo su debut como director en 1991 con la película «Pretty Ghost» (Wo lao po bu shi ren), en la que trabajó con una gran cantidad de estrellas de Hong Kong: Tony Leung Ka Fai, Rosamund Kwan, Michael Chow Man-Kin y Ellen Chan.
Además de trabajar como director, Teddy Chan ha firmado varios guiones, incluida la muy aclamada Black Mask, en 1996, en colaboración con Tsui Hark y Ann Hui. En 1997 hizo la película de acción Downtown Torpedoes, inspirado en las obras de Tsui Hark.
Teddy Chan comenzó a hacerse un nombre entre los directores de Hong Kong gracias a su espectacular y muy efectiva puesta en escena. En 2001 realizó una superproducción de 200 millones de dólares con Jackie Chan como actor destacado; la película se llamaba Espía por accidente.